# Deutsche Poolbillard-Meisterschaft 2009 (Senioren)
Die Deutsche Poolbillard-Meisterschaft 2009 war die 25. Austragung zur Ermittlung der nationalen Meistertitel der Senioren in der Billardvariante Poolbillard. Sie wurde vom 25. Oktober bis 1. November 2009 in der Wandelhalle in Bad Wildungen im Rahmen der Deutschen Billard-Meisterschaft ausgetragen.
Es wurden die Deutschen Meister in den Disziplinen 14/1 endlos, 8-Ball und 9-Ball ermittelt.

## Medaillengewinner
| Disziplin   | Gold                              | Silber                            | Bronze                                    | Bronze                            |
| ----------- | --------------------------------- | --------------------------------- | ----------------------------------------- | --------------------------------- |
| 14/1 endlos | Thomas Damm 1. PBC Gera           | Harald Schröter Rösrather BC 2002 | Reiner Wirsbitzki 1. PBC Hürth-Berrenrath | Martin Schwab Poolsharks Bruchsal |
| 8-Ball      | Holger Gries 1. PBC Karben        | Heiko Müller PBC Fortuna Bexbach  | Reiner Wirsbitzki 1. PBC Hürth-Berrenrath | Dirk Kozianka PBC Soest           |
| 9-Ball      | Martin Schwab Poolsharks Bruchsal | Harald Wolff PBC München-West     | Gerald Müller 1. PBC Hürth-Berrenrath     | Ralf Wack PBC Fortuna Bexbach     |

## Modus
Die 32 Spieler, die sich über die Landesmeisterschaften der Billard-Landesverbände qualifiziert haben, spielten zunächst im Doppel-KO-System. Ab dem Viertelfinale wurde im KO-System gespielt.

## Wettbewerbe
Aus Gründen der Übersichtlichkeit werden im Folgenden jeweils nur die Ergebnisse ab dem Viertelfinale und die Rangliste der 16 bestplatzierten Spieler angezeigt.

### 14/1 endlos
Der Wettbewerb in der Disziplin 14/1 endlos wurde vom 25. bis 27. Oktober 2009 ausgetragen.
| Platz | Spieler           | Verein                  |
| ----- | ----------------- | ----------------------- |
| 1     | Thomas Damm       | 1. PBC Gera             |
| 2     | Harald Schröter   | Rösrather BC 2002       |
| 3     | Reiner Wirsbitzki | 1. PBC Hürth-Berrenrath |
| 3     | Martin Schwab     | Poolsharks Bruchsal     |
| 5     | Jürgen Ritter     | BSF Kurpfalz            |
| 5     | Ralf Wack         | PBC Fortuna Bexbach     |
| 5     | Armin Pesch       | PBC Phönix Düren        |
| 5     | Rudi Zick         | 1. PBC Rot-Gelb Aachen  |
| 9     | Christian Schoof  | PBC 77 Viktoria Berlin  |
| 9     | Markus Krämer     | Red Lion Ludwigshafen   |
| 9     | Harald Wolff      | PBC München-West        |
| 9     | Frank Willner     | BFC Fortuna Berlin      |
| 13    | Günter Geisen     | BC Oberhausen           |
| 13    | Ralf Kostewitsch  | PBC Soest               |
| 13    | Sylvio Klein      | PBC Fortuna Bexbach     |
| 13    | Dirk Kozianka     | PBC Soest               |

|  | Viertelfinale                             | Viertelfinale   |                   |     | Halbfinale | Halbfinale |  |  | Finale | Finale |
|  |                                           |                 |                   |     |            |            |  |  |        |        |
|  | Reiner Wirsbitzki 1. PBC Hürth-Berrenrath | 100             |                   |     |            |            |  |  |        |        |
|  | Rudi Zick 1. PBC Rot-Gelb Aachen          | 26              |                   |     |            |            |  |  |        |        |
|  | Rudi Zick 1. PBC Rot-Gelb Aachen          | 26              | Reiner Wirsbitzki | 50  |            |            |  |  |        |        |
|  |                                           |                 | Reiner Wirsbitzki | 50  |            |            |  |  |        |        |
|  |                                           | Thomas Damm     | 100               |     |            |            |  |  |        |        |
|  | Ralf Wack PBC Fortuna Bexbach             | Thomas Damm     | 100               | 77  |            |            |  |  |        |        |
|  | Ralf Wack PBC Fortuna Bexbach             |                 |                   | 77  |            |            |  |  |        |        |
|  | Thomas Damm 1. PBC Gera                   | 100             |                   |     |            |            |  |  |        |        |
|  |                                           |                 | Thomas Damm       | 100 |            |            |  |  |        |        |
|  |                                           | Harald Schröter | 40                |     |            |            |  |  |        |        |
|  | Harald Schröter Rösrather BC 2002         | 100             |                   |     |            |            |  |  |        |        |
|  | Jürgen Ritter BSF Kurpfalz                | 83              |                   |     |            |            |  |  |        |        |
|  | Jürgen Ritter BSF Kurpfalz                | 83              | Harald Schröter   | 100 |            |            |  |  |        |        |
|  |                                           |                 | Harald Schröter   | 100 |            |            |  |  |        |        |
|  |                                           | Martin Schwab   | 41                |     |            |            |  |  |        |        |
|  | Martin Schwab Poolsharks Bruchsal         | Martin Schwab   | 41                | 100 |            |            |  |  |        |        |
|  | Martin Schwab Poolsharks Bruchsal         |                 |                   | 100 |            |            |  |  |        |        |
|  | Armin Pesch PBC Phönix Düren              | 66              |                   |     |            |            |  |  |        |        |

### 8-Ball
Der Wettbewerb in der Disziplin 8-Ball wurde vom 28. bis 30. Oktober 2009 ausgetragen.
| Platz | Spieler           | Verein                  |
| ----- | ----------------- | ----------------------- |
| 1     | Holger Gries      | 1. PBC Karben           |
| 2     | Heiko Müller      | PBC Fortuna Bexbach     |
| 3     | Reiner Wirsbitzki | 1. PBC Hürth-Berrenrath |
| 3     | Dirk Kozianka     | PBC Soest               |
| 5     | Gerald Müller     | 1. PBC Hürth-Berrenrath |
| 5     | Ralf Kostewitsch  | PBC Soest               |
| 5     | Günter Geisen     | BC Oberhausen           |
| 5     | Christian Schoof  | PBC Viktoria 77 Berlin  |
| 9     | Martin Schwab     | Poolsharks Bruchsal     |
| 9     | Thomas Damm       | 1. PBC Gera             |
| 9     | Frank Willner     | BFC Fortuna Berlin      |
| 9     | Klaus Schumacher  | PBC Soest               |
| 13    | Harald Schröter   | Rösrather BC 2002       |
| 13    | Armin Pesch       | PBC Phönix Düren        |
| 13    | Axel Woditsch     | PBC Primus Eschweiler   |
| 13    | Robert Majlat     | 1. PBC Giessen 1986     |

|  | Viertelfinale                             | Viertelfinale     |              |   | Halbfinale | Halbfinale |  |  | Finale | Finale |
|  |                                           |                   |              |   |            |            |  |  |        |        |
|  | Günter Geisen BC Oberhausen               | 5                 |              |   |            |            |  |  |        |        |
|  | Heiko Müller PBC Fortuna Bexbach          | 7                 |              |   |            |            |  |  |        |        |
|  | Heiko Müller PBC Fortuna Bexbach          | 7                 | Heiko Müller | 7 |            |            |  |  |        |        |
|  |                                           |                   | Heiko Müller | 7 |            |            |  |  |        |        |
|  |                                           | Dirk Kozianka     | 3            |   |            |            |  |  |        |        |
|  | Dirk Kozianka PBC Soest                   | Dirk Kozianka     | 3            | 7 |            |            |  |  |        |        |
|  | Dirk Kozianka PBC Soest                   |                   |              | 7 |            |            |  |  |        |        |
|  | Ralf Kostewitsch PBC Soest                | 3                 |              |   |            |            |  |  |        |        |
|  |                                           |                   | Heiko Müller | 1 |            |            |  |  |        |        |
|  |                                           | Holger Gries      | 7            |   |            |            |  |  |        |        |
|  | Christian Schoof PBC 77 Viktoria Berlin   | 2                 |              |   |            |            |  |  |        |        |
|  | Holger Gries 1. PBC Karben                | 7                 |              |   |            |            |  |  |        |        |
|  | Holger Gries 1. PBC Karben                | 7                 | Holger Gries | 7 |            |            |  |  |        |        |
|  |                                           |                   | Holger Gries | 7 |            |            |  |  |        |        |
|  |                                           | Reiner Wirsbitzki | 4            |   |            |            |  |  |        |        |
|  | Reiner Wirsbitzki 1. PBC Hürth-Berrenrath | Reiner Wirsbitzki | 4            | 7 |            |            |  |  |        |        |
|  | Reiner Wirsbitzki 1. PBC Hürth-Berrenrath |                   |              | 7 |            |            |  |  |        |        |
|  | Gerald Müller 1. PBC Hürth-Berrenrath     | 4                 |              |   |            |            |  |  |        |        |

### 9-Ball
Der Wettbewerb in der Disziplin 9-Ball wurde vom 29. Oktober bis 1. November 2009 ausgetragen.
| Platz | Spieler           | Verein                  |
| ----- | ----------------- | ----------------------- |
| 1     | Martin Schwab     | Poolsharks Bruchsal     |
| 2     | Harald Wolff      | PBC München-West        |
| 3     | Gerald Müller     | 1. PBC Hürth-Berrenrath |
| 3     | Ralf Wack         | PBC Fortuna Bexbach     |
| 5     | Stefan Jäger      | 1. BC Lauenförde        |
| 5     | Reiner Wirsbitzki | 1. PBC Hürth-Berrenrath |
| 5     | Andreas Rogowski  | Kieler Billard Union    |
| 5     | Heiko Müller      | PBC Fortuna Bexbach     |
| 9     | Holger Gries      | 1. PBC Karben           |
| 9     | Klaus Schumacher  | PBC Soest               |
| 9     | Dirk Kozianka     | PBC Soest               |
| 9     | Dirk Köhler       | PBV Limburg e. V.       |
| 13    | Jochen Sannwald   | PB Feuerbach            |
| 13    | Markus Krämer     | Red Lion Ludwigshafen   |
| 13    | Jürgen Ritter     | BSF Kurpfalz            |
| 13    | Dirk Schwedes     | BV Fortuna Straubing    |

|  | Viertelfinale                             | Viertelfinale |               |   | Halbfinale | Halbfinale |  |  | Finale | Finale |
|  |                                           |               |               |   |            |            |  |  |        |        |
|  | Stefan Jäger 1. BC Lauenförde             | 6             |               |   |            |            |  |  |        |        |
|  | Martin Schwab Poolsharks Bruchsal         | 9             |               |   |            |            |  |  |        |        |
|  | Martin Schwab Poolsharks Bruchsal         | 9             | Martin Schwab | 9 |            |            |  |  |        |        |
|  |                                           |               | Martin Schwab | 9 |            |            |  |  |        |        |
|  |                                           | Ralf Wack     | 7             |   |            |            |  |  |        |        |
|  | Ralf Wack PBC Fortuna Bexbach             | Ralf Wack     | 7             | 9 |            |            |  |  |        |        |
|  | Ralf Wack PBC Fortuna Bexbach             |               |               | 9 |            |            |  |  |        |        |
|  | Reiner Wirsbitzki 1. PBC Hürth-Berrenrath | 7             |               |   |            |            |  |  |        |        |
|  |                                           |               | Martin Schwab | 9 |            |            |  |  |        |        |
|  |                                           | Harald Wolff  | 4             |   |            |            |  |  |        |        |
|  | Harald Wolff PBC München-West             | 9             |               |   |            |            |  |  |        |        |
|  | Andreas Rogowski Kieler Billard Union     | 5             |               |   |            |            |  |  |        |        |
|  | Andreas Rogowski Kieler Billard Union     | 5             | Harald Wolff  | 9 |            |            |  |  |        |        |
|  |                                           |               | Harald Wolff  | 9 |            |            |  |  |        |        |
|  |                                           | Gerald Müller | 7             |   |            |            |  |  |        |        |
|  | Gerald Müller 1. PBC Hürth-Berrenrath     | Gerald Müller | 7             | 9 |            |            |  |  |        |        |
|  | Gerald Müller 1. PBC Hürth-Berrenrath     |               |               | 9 |            |            |  |  |        |        |
|  | Heiko Müller PBC Fortuna Bexbach          | 1             |               |   |            |            |  |  |        |        |